# Erythroxylum annamense
Erythroxylum annamense är en tvåhjärtbladig växtart som beskrevs av Tardieu. Erythroxylum annamense ingår i släktet Erythroxylum och familjen Erythroxylaceae. Inga underarter finns listade i Catalogue of Life.